# Bruno Boscherie
Bruno Boscherie (ur. 22 lutego 1951 w Carpentras) – francuski szermierz, florecista, złoty medalista olimpijski i trzykrotny medalista mistrzostw świata.
Na igrzyskach olimpijskich w Moskwie w 1980 roku reprezentacja Francji w składzie: Frédéric Pietruszka, Didier Flament, Pascal Jolyot, Philippe Bonnin i Bruno Boscherie zdobyła drużynowo złoty medal we florecie. Był to jego jedyny start olimpijski.
Podczas mistrzostw świata w Wiedniu w 1971 roku razem z Jean-Claude'em Magnanem, Bernardem Talvardem, Christianem Noëlem i Danielem Revenu zdobył złoty medal w zawodach drużynowych. W tej samej konkurencji zdobył też złoty medal na mistrzostwach świata w Budapeszcie w 1975 roku oraz srebrny na mistrzostwach świata w Hamburgu trzy lata później.
W 1977 był indywidualnym mistrzem Francji.